# Alfornelos
Pour la station de métro, voir Alfornelos (métro de Lisbonne).
Alfornelos est une ancienne paroisse civile portugaise (en portugais : freguesia) de la municipalité d'Amadora, dans le district de Lisbonne.

## Histoire
Alfornelos commence à se développer au début du XXe siècle sur d'anciennes terres agricoles. La localité connaît une forte croissance dans les années 1980 et 1990 et devient une paroisse civile (freguesia) de la municipalité d'Amadora en 1997.
La loi no 11-A/2013 du 28 janvier 2013 portant réorganisation administrative du territoire des freguesias modifie les limites territoriales des paroisses civiles d'Amadora. Alfornelos fusionne alors avec Brandoa pour former la nouvelle paroisse d'Encosta do Sol,.

## Transports
La paroisse civile donne son nom à la station Alfornelos du métro de Lisbonne, inaugurée en 2004.